# Martin Bach Jensen
Martin Bach Jensen (født 6. november 1963) er professor ved Center for Almen Medicin, Klinisk Institut, Aalborg Universitet og medejer af og praktiserende læge ved Lægeklinikken Sæby. 

## Uddannelse og karriere
Martin Bach Jensen har en ph.d. (1996) og blev cand.med. (1997) fra Aarhus Universitet. I 2004 blev han speciallæge i almen medicin.
Fra 2010 til 2015 var han leder af forskningsenheden for almen praksis i Nordjylland. I 2015 var han klinikchef for Center for Clinical and Basic Research (CCBR) i Aalborg. Fra 2015 til 2019 var han leder af Center for Almen Medicin ved Aalborg Universitet.
Han har han været/er medlem af talrige organisationer og råd og er blevet udpeget til deltagelse i udvalgsarbejde under Sundhedsstyrelsen flere gange.

## Priser
Martin Bach Jensen har modtaget følgende priser gennem sin karriere:
- 1993, The Abbot Fellowship Award (ved the European Society for Parenteral and Enteral Nutrition (ESPEN) congress)
- 2016, Magda M. and Svend Aage Friederichs Memorial Fund (Mindelegat) for forskning i almen praksis (w/Lawyer Knud Vedelsby).

## Publikationer
Martin Bach Jensen har udgivet over 100 publikationer med peer review, herunder bidraget til 3 bøger:
- Bjerrum, Lars; Ertmann, Ruth Kirk; Jarbøl, Dorte Ejg; Jensen, Martin Bach; Maagaard, Roar; Sandbæk, Annelli. 101 almenmedicinske patienter (101General Medical Patients). 1.ed. Copenhagen: Munksgaard. 256 p.
- Hunskår, S. (ed.) Almen medicin (General Medicine). Danish editorial board: Bjerrum, Lars; Ertmann, Ruth Kirk; Jarbøl, Dorte Ejg; Jensen, Martin Bach; Kristensen, Jette Kolding; Maagaard, Roar. Copenhagen: Munksgaard, 2014. 982 p.
- Jensen, MB ”Ernæring i Rekonvalescensen” (Nutrition in the convalescence). In Hessov & PB Jeppesen (eds.) Klinisk Ernæring. 5. ed. Copenhagen: Munksgaard 2011. [5]